# 軟體設計說明書
軟體設計說明書（software design description）也稱為軟體設計文件（software design document）或軟體設計規格（Software Design Specification），是對軟體設計的呈現，可以紀錄設計資訊、處理各種設計上的考量，並且和設計的利益相關人傳達資訊，進行溝通。軟體設計說明書會伴隨架構圖，其中也會針對較小的設計元件有具體的規格。在實務上，若要在大的團隊協作，需要透過此一文件，有單一的文件版面，是穩定的參考資料，簡述軟體的各部份，以及其運作原理。

## 組成
軟體設計說明書會包括以下的內容：
1. 資料驅動設計（Data-driven design）會說明軟體中的結構，对象的屬性以及彼此的關係也會影響其数据结构的選擇。
2. 软件架构會利用資訊流的特性，將其和程式的結構對應。會應用變換映射方法來顯示傳入資料和傳出之間的明顯邊界。資料流圖會分出三個獨立的模組，控制輸入、資料處理以及輸出。
3. 介面會說明內部和外部的程式介面，也包括用户界面设计。內部和外部的介面設計會以分析模型所得到的資訊為基礎。
4. 程序設計會用圖形、表格或是文字來說明結構化程式的概念。

設計的目的是要讓設計者可以呈現程序的細節，以便轉換成程式碼。程式碼實現的藍圖是所有後續軟體工程工作的基礎。

## IEEE 1016
IEEE 1016-2009的名稱為IEEE Standard for Information Technology—Systems Design—Software Design Descriptions是IEEE標準，其中有列出軟體設計說明書「需要的資訊內容以及組織」。IEEE 1016沒有要求軟體設計說明書的媒介，「可以用自動化的資料庫以及設計敘述語言，不過也可以用紙本文件以及其他的敘述方式。」。
2009版本是IEEE 1016-1998之後的大改版，將其從推荐性的實務變成標準。此版本也是依照IEEE 1471 Recommended Practice for Architectural Description of Software-intensive Systems調整過，將view, viewpoint, stakeholder和concern的概念從架構敘述（architecture description）延伸到支持高階設計、細節設計以及軟體構建的文件。
依照IEEE 1016的概念模型，軟體設計說明書可以分為一個或是數個設計視角（design view）。每個設計視角都依照其設計觀點（design viewpoint）的約定。IEEE 1016定義了以下的設計觀點： 
- 上下文觀點（Context viewpoint）
- 組成觀點（Composition viewpoint）
- 邏輯觀點（Logical viewpoint）
- 相依觀點（Dependency viewpoint）
- 資訊觀點（Information viewpoint）
- 模式使用觀點（Patterns use viewpoint）
- 介面觀點（Interface viewpoint）
- 結構觀點（Structure viewpoint）
- 互動觀點（Interaction viewpoint）
- 狀態動態觀點（State dynamics viewpoint）
- 演算法觀點（Algorithm viewpoint）
- 資源觀點（Resource viewpoint）

使用者不受限於上述的觀點，也可以定義自己的觀點。

## IEEE狀態
IEEE 1016-2009目前的狀態是無效-保留（Inactive - Reserved）。

## 外部連結
- IEEE 1016 website